# Grand Rapids (Michigan)
Grand Rapids település az Amerikai Egyesült Államok Michigan államában, Kent megyében, melynek megyeszékhelye is. Lakosainak száma 198 917 fő (2020. április 1.).

## Népesség
A település népességének változása:
| Lakosok száma | 2686 | 8085 | 16 507 | 32 016 | 60 278 | 87 565 | 112 571 | 188 040 | 198 917 |
|               | 1850 | 1860 | 1870   | 1880   | 1890   | 1900   | 1910    | 2010    | 2020    |